# Braço (Eldorado)
Braço (também conhecido como Barra do Braço) é um distrito do município brasileiro de Eldorado, no interior do estado de São Paulo.

## História

### Formação administrativa
- Distrito criado pelo Decreto-Lei n° 14.334 de 30/11/1944, com o povoado de Braço mais terras do distrito de Itapeúna[3].

### Pedido de emancipação
O distrito tentou a emancipação político-administrativa e ser elevado à município, através de processos que deram entrada na Assembléia Legislativa do Estado de São Paulo nos anos de 1992 e 1994, mas como não atendiam os requisitos necessários exigidos por lei para tal finalidade, os processos foram arquivados.

## Geografia

### Demografia

#### População urbana
| Crescimento população urbana | Crescimento população urbana | Crescimento população urbana | Crescimento população urbana |
| Censo                        | Pop.                         |                              | %±                           |
| ---------------------------- | ---------------------------- | ---------------------------- | ---------------------------- |
| 1950                         | 135                          |                              | —                            |
| 1960                         | 182                          |                              | 34,8%                        |
| 1970                         | 199                          |                              | 9,3%                         |
| 1980                         | 252                          |                              | 26,6%                        |
| 1991                         | 331                          |                              | 31,3%                        |
| 2000                         | 357                          |                              | 7,9%                         |
| 2010                         | 378                          |                              | 5,9%                         |
| Fonte: IBGE e Fundação SEADE |                              |                              |                              |

#### População total
Pelo Censo 2010 (IBGE) a população total do distrito era de 1 371 habitantes.

### Área territorial
A área territorial do distrito é de 230,059 km².

### Rodovias
Seu principal acesso é a estrada vicinal que liga o distrito à Rodovia Benedito Pascoal de França (SP-165).

## Serviços públicos

### Registro civil
Atualmente é feito no próprio distrito, pois o Cartório de Registro Civil das Pessoas Naturais ainda continua ativo.

### Saneamento
O serviço de abastecimento de água é feito pela Companhia de Saneamento Básico do Estado de São Paulo (SABESP).

### Energia
A responsável pelo abastecimento de energia elétrica é a Neoenergia Elektro, antiga CESP.

### Telecomunicações
O distrito era atendido pela Telecomunicações de São Paulo (TELESP), que inaugurou a central telefônica utilizada até os dias atuais. Em 1998 esta empresa foi vendida para a Telefônica, que em 2012 adotou a marca Vivo para suas operações.

## Religião
O Cristianismo se faz presente no distrito da seguinte forma:

### Igreja Católica
- A igreja faz parte da Diocese de Registro[17].

### Igrejas Evangélicas
- Congregação Cristã no Brasil[18].